# Martha Frahm
Martha Luise Wilhelmine Frahm (* 16. März 1894 als Martha Ewert in Kalkhorst; † 3. August 1969 in Lübeck; verheiratete Martha Kuhlmann) war die Mutter des späteren deutschen Bundeskanzlers Willy Brandt, der 1913 als Herbert Ernst Karl Frahm in Lübeck geboren wurde.

## Leben

### Frühes Leben, Geburt des ersten Sohnes

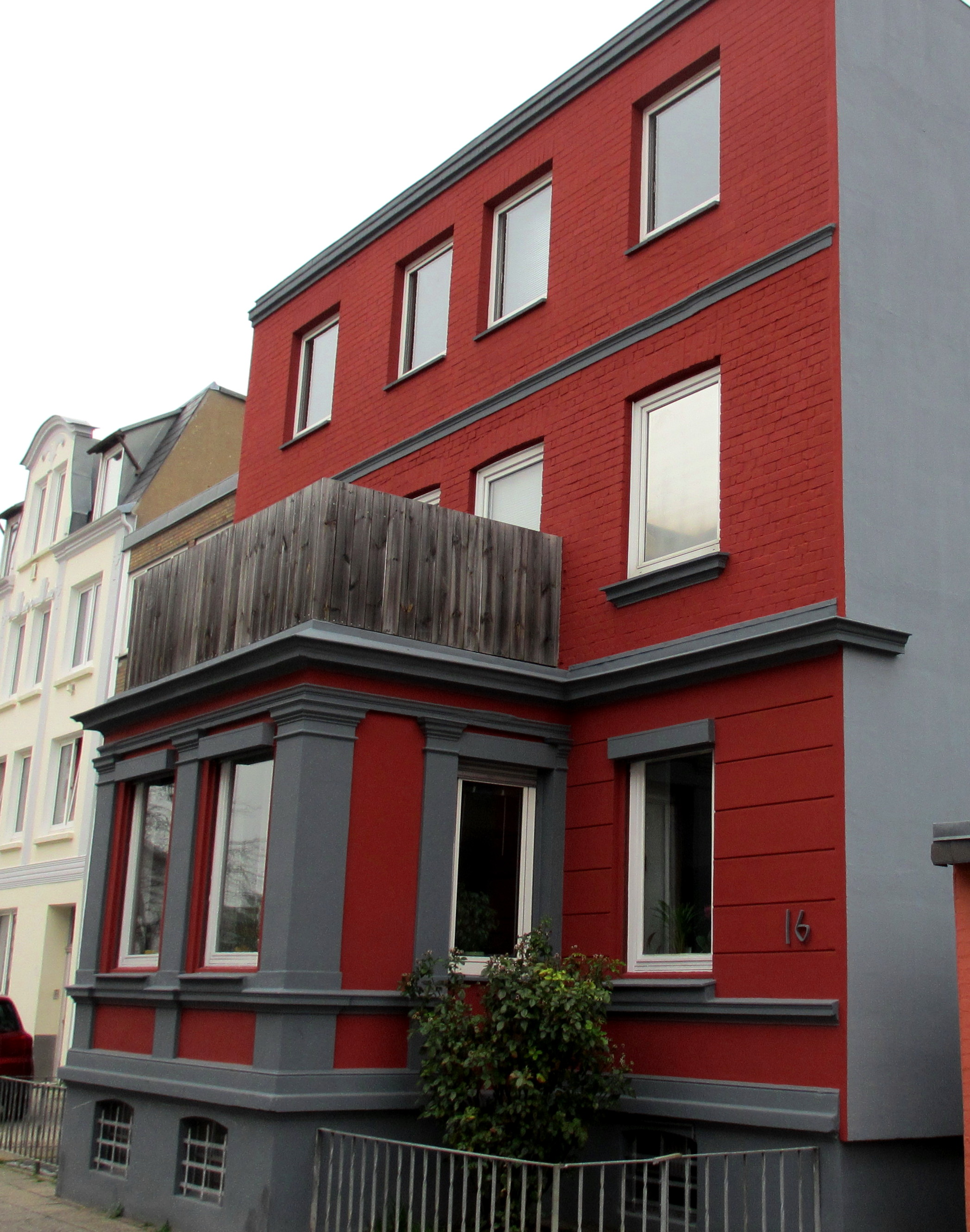
Im Wohnhaus Meierstraße 16 brachte Martha Frahm mit Hilfe einer Hebamme ihren Sohn Herbert zur Welt, der unter dem Namen Willy Brandt Bundeskanzler wurde (Foto 2013).

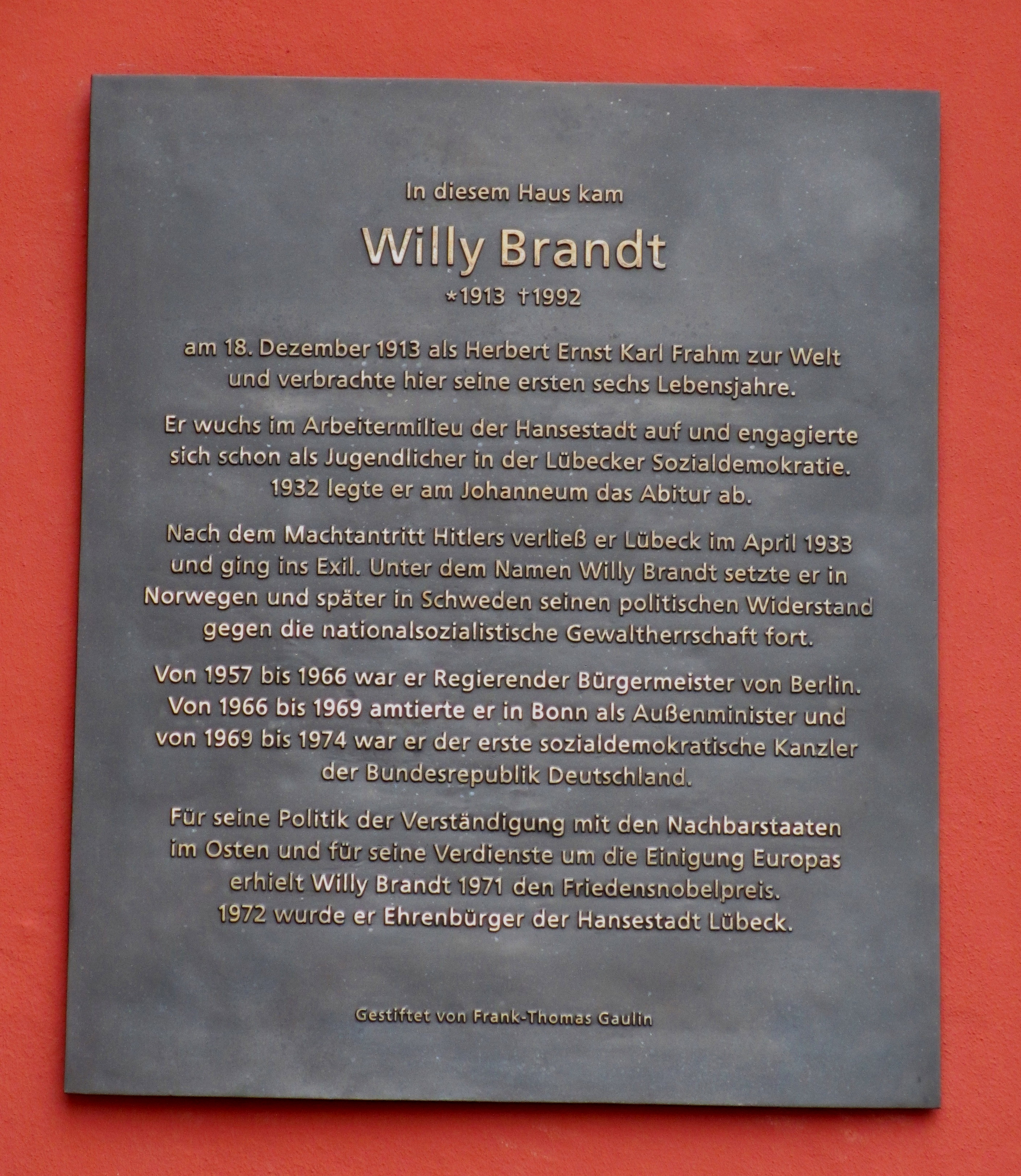
2013 wurde an dem Gebäude eine Gedenktafel angebracht.

Sie kam 1894 als uneheliches Kind der neunzehnjährigen Wilhelmine Ewert zur Welt. 1896 wurde Marthas Halbbruder Ernst geboren, dessen Vater der Knecht Ludwig Frahm war. Am 2. November 1897 heirateten Wilhelmine Ewert und Ludwig Frahm in Damshagen. 1901 erhielt Martha Ewert von Ludwig Frahm durch Einbenennung dessen Namen, wie Pastor Heinrich Krüger im Kalkhorster Kirchenbuch festhielt: „Laut Bescheinigung des Großherzogl. Justizministeriums vom 29. April 1900 hat der Arbeiter Ludwig Frahm die Erklärung abgegeben, daß er dem von seiner Ehefrau Wilhelmine Ewert am 16. März 1894 außer der Ehe in Kalkhorst geborenen Kind Martha Luise Wilhelmine Ewert seinen Namen Frahm erteile“.
Martha Frahm besuchte die Volksschule in Klütz, die sie nach sieben Jahren abschloss. 1907 zog die Familie nach Lübeck und wohnte dort schließlich im Stadtteil St. Lorenz in der Meierstraße. 1913 starb Martha Frahms Mutter. Die Tochter blieb bei ihrem Stiefvater Ludwig Frahm, der inzwischen als Kutscher arbeitete und später als Lastwagenfahrer der Drägerwerke beschäftigt war, und ihrem Halbbruder. Sie arbeitete zunächst als Putzfrau und war später als Verkäuferin im Konsumverein tätig, bei dem sie 1913 festangestellt wurde. In ihrer Freizeit besuchte sie das Theater Lübeck mit einem Abonnement des Volksbühnen-Besucherrings, war Mitglied im Arbeiterbildungsverein und übernahm Rollen bei Aufführungen des Proletarischen Sprechchors. Sie reiste gerne und verbrachte im Sommer oft Zeit an der Ostsee in Travemünde.
1913 wurde Martha Frahm schwanger und brachte am 18. Dezember 1913 in der Zwei-Zimmer-Wohnung in der Meierstraße 16, in der sie mit ihrem Stiefvater lebte, mit Hilfe der Hebamme Luise Lotzow ihren Sohn Herbert zur Welt. Den Namen des Vaters nannte Martha Frahm nicht, als die Geburt dem Standesamt gemeldet wurde. Am 26. Februar 1914 ließ sie ihren Sohn Herbert von Alfred Stülcken im Pastorat II der Lübecker Vorstadtkirche St. Lorenz taufen. Eine Taufe in der Gemeindekirche wurde nichtehelich geborenen Kindern nicht zugestanden.
Bald nach der Geburt ihres Sohnes nahm sie ihre Arbeit wieder auf. Um das Kind kümmerten sich währenddessen Nachbarn und der Stiefvater Martha Frahms. Als dieser während des Ersten Weltkriegs Soldat war, schickte ihm Martha Frahm Briefe ins Feld, denen sie Fotos von sich und ihrem Sohn beilegte. Dafür und für besondere Ereignisse kleidete sie ihren Sohn in Matrosenanzug mit Wäsche achtern, wie es in dieser Zeit Angehörige des Adels und Bürgertums taten. Herbert Frahm nannte den Stiefvater seiner Mutter „Papa“, als „Vater“ wurde er in Schulzeugnissen Herberts wie dessen Abiturzeugnis genannt. Dass Ludwig Frahm nicht sein leiblicher Großvater war, erfuhr er erst 1934 vom Bruder seiner Mutter, seinem Onkel Ernst. In seinen Erinnerungen stellte Willy Brandt das Kapitel über seine Kindheit und Jugend in Lübeck unter die Überschrift „Unbehauste Jugend“ und schrieb von einem „familiären Chaos“.
Noch 1964 betonte er rückblickend in einem Fernsehinterview mit Günter Gaus die besonderen Umstände seines Aufwachsens: „Ich will es nicht dramatisieren, das mit der schwierigen Kindheit oder nicht ganz einfachen Kindheit [...] Ich möchte es nicht schwieriger machen, als es war. Man hat gut für mich gesorgt, das war es nicht. Aber [...] man unterschied sich von anderen.“ Die Brandt-Biographin Carola Stern war auf der Grundlage dieser und ähnlicher Aussagen der Meinung, dass sich Brandts jugendliches Aufbegehren nicht, wie sonst üblich, gegen die Familie, sondern zusammen mit ihr „gegen eine Bürgerwelt [richtete], in der nichtehelich geboren zu werden als Makel“ gilt. „Die Sehnsucht nach Gerechtigkeit und Liebe, der Glaube an den Sozialismus“ sei, so Stern, bekräftigt worden „durch das doppelte Zurückgesetztsein“.
Der leibliche Vater Herbert Frahms war kein Thema in der Familie: „Über meinen Vater sprachen weder Mutter noch Großvater, bei dem ich aufwuchs; daß ich nicht fragte, verstand sich von selbst. Und da er so offenkundig nichts von mir wissen wollte, hielt ich es auch später nicht für angezeigt, die väterliche Spur zu verfolgen“, schrieb Willy Brandt in seinen Erinnerungen. 1927 will Herbert Frahm den Namen John Möller aufgeschnappt haben. Der in Hamburg geborene John Heinrich Möller (1887–1958) war Realschullehrer, wurde aber 1933 wegen seiner Nähe zur Sozialdemokratie aus dem Schuldienst entlassen und arbeitete später als Buchhalter. Erst als der Sohn erwachsen war, bestätigte ihm Martha Frahm in einem Brief vom 7. Februar 1947 die Identität des Vaters. Willy Brandt hatte bei seiner Mutter schriftlich angefragt, als er seine Wiedereinbürgerung betrieb.
Die Herkunft ihres Sohnes wurde mit Julius Leber, Hermann Abendroth sowie einem mecklenburgischen Grafen von Plessen (zu Ivenack), einem deutschnationalen Amtsgerichtsrat bis hin zu einem bulgarischen Kommunisten namens Pogoreloff in Verbindung gebracht, nachdem Brandt als Politiker Karriere gemacht hatte. Mit diesen Spekulationen konfrontierte Erich Ollenhauer Brandt 1960, nachdem dieser als Kanzlerkandidat nominiert worden war. Danach hätte Martha Frahm in Beziehung zu Leber gestanden, noch ehe dieser nach Lübeck kam, oder zu Abendroth, der Erster Kapellmeister am Theater in Lübeck war, die Stadt aber bereits 1911 verlassen hatte. Oder zu Graf Plessen, zu Otto Carstensen, einem Amtsgerichtsrat aus Bad Schwartau, der deutschnational eingestellt war, oder zum bulgarischen Kommunisten Wladimir Pogoreloff, dem in einer im Ausland veröffentlichten Deutschen Nationalbiographie eine Personenidentität mit Brandt unterstellt wurde. Darin wurde Willy Brandts 1942 erschienenes Buch Krieg in Norwegen: 9. April – 9. Juni 1940 (schwedischer Originaltitel Kriget i Norge) unter dem Autorennamen Brandt, W.(ladimir, d.i. Wladimir Pogoreloff) verzeichnet.

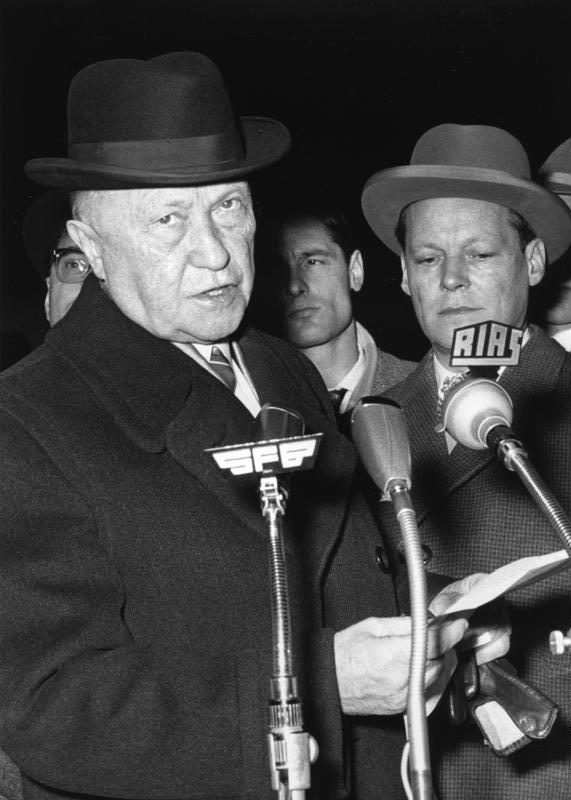
Willy Brandt und Konrad Adenauer anlässlich des Mauerbaus in Berlin (1961)

Rückblickend fragte sich Brandt: „Warum habe ich es mir so lange so schwer gemacht? Und mich nicht damit zufrieden gegeben, daß es beileibe mehr Lübecker Arbeiterkinder gab, die ihren Namen nicht kannten und den mütterlichen Namen trugen?“ Für seine Herkunft als nichteheliches Kind habe er nichts gekonnt, und dennoch habe ihm die Nachrede einen Stachel eingepflanzt. Konrad Adenauer bezeichnete am Abend des 14. August 1961, dem Tag nach dem Baubeginn der Berliner Mauer, Brandt in einer Wahlkampfrede in Regensburg als „alias Frahm“; diese Formulierung wiederholte er zwei Tage später in der Bundeshauptstadt Bonn. Mit „alias Frahm“ spielte der damalige Bundeskanzler sowohl auf Brandts nichteheliche Geburt, die in dieser Zeit noch als Makel empfunden wurde, als auch auf dessen Decknamen im norwegischen und schwedischen Exil an.

### Heirat, Geburt des zweiten Sohnes, Kriegszeit
1927 heiratete Martha Frahm den 47-jährigen Maurerpolier Emil Kuhlmann und zog mit ihm in die Hansestraße 136. Mit Emil Kuhlmann hatte sie den Sohn Günther, der im Februar 1928 geboren wurde. Ihr erster Sohn Herbert, der inzwischen das angesehene Gymnasium Johanneum zu Lübeck besuchte, blieb bei ihrem Stiefvater Ludwig Frahm, der 1919 mit Dora Sahlmann die zweite Ehe geschlossen hatte. Ihr Stiefvater kandidierte 1926 und 1929 auf der SPD-Liste für die Lübecker Bürgerschaft. Martha und Emil Kuhlmann nahmen ein Mädchen, Waltraud, in die Familie auf und erzogen sie bis zu deren Volljährigkeit mit 21 Jahren.
Als Martha Kuhlmanns erster Sohn Herbert 1933 ins Exil nach Norwegen ging, „versteckte sie ihre Sorgen nicht und äußerte doch Verständnis“. Nach Brandts Abtauchen wurde das ganze Haus von der Gestapo auseinandergenommen. Martha und Emil wurden wochenlang eingesperrt. Ihren Stiefvater Ludwig Frahm verlor Martha am 15. Juni 1935 durch dessen Suizid. Der Sozialdemokrat war an der politischen Entwicklung in der Zeit des Nationalsozialismus verzweifelt. Kurz darauf reiste sie nach Kopenhagen und traf dort ihren Sohn Herbert, der sich inzwischen Willy Brandt nannte. Ihr Mann Emil traf Willy Brandt 1937 während einer Kraft-durch-Freude-Reise in Oslo, die er unternehmen durfte, obwohl er 1934 mehrere Wochen in Schutzhaft genommen worden war.
Während des Zweiten Weltkrieges wurden Martha Kuhlmann und ihr Mann Emil im Jahre 1942 nach dem Luftangriff vom 29. März in Untersuchungshaft genommen. Ihnen wurde Landesverrat zur Last gelegt. Der Vorwurf beruhte auf der Denunziation, sie hätten den Piloten der Royal Air Force Lichtzeichen gegeben. Nach mehreren Wochen kamen sie wieder frei. Post von ihrem im Exil lebenden Sohn Herbert erhielt sie in dieser Zeit nur gelegentlich über Deckadressen.

### Nachkriegszeit, späteres Leben
Nach Ende des Zweiten Weltkrieges hoffte Martha Kuhlmann, ihren Sohn Willy bald wiederzusehen, doch vertröstete dieser sie schriftlich am 26. August 1945: „Für mich ergeben sich noch einige Aufgaben, die ich nicht liegenlassen kann. Aber eines Tages werde ich bei Euch erscheinen.“ Willy Brandt kehrte am 8. November 1945 aus Norwegen nach Deutschland zurück, um als Korrespondent skandinavischer Zeitungen über die Nürnberger Prozesse zu berichten. Aus Oslo traf er mit dem Flugzeug in Bremen ein. Seine Bitte, einen Abstecher nach Lübeck machen zu dürfen, wurde Brandt, der noch norwegische Uniform trug, von einem US-Leutnant mit der Begründung abgelehnt, sein Marschbefehl gelte nur für den direkten Weg nach Nürnberg.
Die Fahrt nach Lübeck ermöglichte ihm wenige Tage später der Bremer Bürgermeister Wilhelm Kaisen, der ihm sein Auto mit Fahrer sowie Benzin zur Verfügung stellte. Als Willy Brandt unerwartet in Uniform vor der Tür stand, erkannte die Mutter ihren Sohn nicht auf Anhieb, ebenso wenig sein Halbbruder Günther. „Die schwerblütige Natur der Mecklenburger erleichterte das Wiedersehen, das viele Worte nicht vertragen hätte. Erst als die Aufregung sich legte und die Freude, einander gesund wiedergefunden zu haben, einkehrte, tauschten wir uns aus – über unsere Erfahrungen, über die Verbrechen der Nazis und was man davon gewußt habe.“ Martha Kuhlmann versuchte ihrem Sohn zu vermitteln, dass „sie, wie andere Antinazis, sich nicht für mitschuldig an Untaten erklären lassen wollte, die sie nicht begangen hatte“, wofür der heimgekehrte Sohn Verständnis zeigte. Aus Nürnberg, wohin Brandt weiterreiste, erhielt Martha Kuhlmann von ihrem Sohn Grüße auf einer Postkarte.
1947 erhielten Martha und Emil Kuhlmann in Lübeck Besuch von Willy Brandt, der ihnen seine norwegische Freundin und spätere Ehefrau Rut Bergaust, geborene Hansen, vorstellte. Nachdem Willy Brandt mit seiner Frau Rut eine Familie gegründet hatte, sorgte seine Frau für den Kontakt zur Schwiegermutter und deren Mann, die inzwischen in einer Doppelhaushälfte im ländlichen Vorrade des Lübecker Stadtteils St. Jürgen wohnten. Rut Brandts Anliegen war es, den Kindern Familientradition zu vermitteln. Vor allem Sohn Peter Brandt liebte die Besuche bei Großmutter Martha und Stiefgroßvater Emil, den er wegen seiner Handfertigkeiten sehr bewunderte.
Rut Brandt über die Lebensverhältnisse ihrer Schwiegereltern: „Das Haus hatte eine Küche und ein Wohnzimmer unten sowie zwei Zimmer oben. Ein Badezimmer gab es nicht, und der Abort war im Stall, wo man in Gesellschaft mit Schweinen und Hühnern saß – zum großen Vergnügen der Kinder in den folgenden Jahren.“ Die Familie übernachtete dabei auch in Vorrade. Peter Brandt erinnerte sich im Rückblick auf die „mindestens zwei Mal im Jahr“ stattfindenden Lübeck-Besuche „zuallererst an die Großeltern mit ihrem kleinen Häuschen und dem riesigen Garten. Mein Opa hat bis zu seinem 76. Lebensjahr immer mal wieder auf dem Bau gearbeitet – das war ein ganz anderes Leben als das meiner Familie in Berlin. Ich war ausgesprochen gerne hier“. Martha Kuhlmann erzählte dabei gerne Anekdoten aus der Kindheit und Jugend ihres Politiker-Sohnes, der mit der Weitergabe von persönlichen Erlebnissen zurückhaltend war und etwa seine Erfahrungen im Exil den Söhnen nur auf Nachfrage vorsichtig preisgab. So berichtete Martha Kuhlmann ihren Enkelsöhnen amüsiert, Willy Brandt, den sie stets mit seinem Geburtsnamen Herbert nannte, habe bei einem Arbeitersportfest einen 5000-Meter-Lauf gewonnen – weil er der einzige Teilnehmer gewesen war.
Bei den Besuchen war Politik ein beliebtes Thema. „Sie waren gute, treue SPD-Genossen, Emil und Martha, aber sie waren nicht immer zufrieden mit der Partei. Es gab Dinge, die sie ärgerten, Verhältnisse, über die sie sich beklagten, und da war der eine oder andere Genosse, der dies und das gesagt hatte. Willy langweilte das, mir machte es Spaß, ihnen in ihrer Mundart zuzuhören, je mehr ich sie verstehen lernte. Vor allem Willys Mutter konnte sich über die Partei ärgern. […] Willy hatte das Gesicht seiner Mutter, dieselben ausgeprägten Züge.“
In seiner Zeit als Bundespolitiker und Regierender Bürgermeister in Berlin suchte Willy Brandt stets seine Mutterstadt, wie er Lübeck bezeichnete, auf, um dort auf Kundgebungen am Tag vor dem Wahlsonntag zu sprechen. Diese Gelegenheit verband er mit Besuchen bei seiner Mutter und dem Stiefvater. Rut Brandt dachte „später so oft an sie, als in den Wahlkämpfen skandalöse und infame Angriffe gegen den Sohn gerichtet wurden, weil er unehelich geboren war. Aber sie durften noch viele seiner Erfolge miterleben“.
Die Wahl ihres Sohnes zum Bundeskanzler nach der Bundestagswahl am 28. September 1969 erlebte Martha Kuhlmann nicht mehr. Sie starb am 3. August 1969 in Lübeck. Willy Brandt setzte nach ihrem Tod seine Gepflogenheit fort, Wahlkämpfe in Lübeck zu beenden. Die Angriffe gegen ihren Sohn wegen dessen unehelicher Geburt dauerten bis in die 1970er Jahre fort, weswegen noch im Wahlkampf 1972 Heinrich Böll Willy Brandt „gegen den ‚Urmakel‘ der unehelichen Geburt […] bei bürgerlich-katholischen Wählern“ in Schutz zu nehmen versuchte.